# Alexandra Maloney
Alexandra Maloney (n. 19 martie 1992, Santa Cruz, California, SUA) este o sportivă ce a reprezentat Noua Zeelandă, medaliată olimpică. A participat la 2 ediții ale Jocurilor Olimpice (2016, 2020) în care a câștigat o medalie de argint.